# Vuelta al País Vasco 2016
La 56ª edición de la Vuelta al País Vasco se disputa entre el 4 y el 9 de abril del 2016 en el País Vasco (comunidad autónoma española). Está compuesta por seis etapas: cinco en ruta y la última en contrarreloj, completando así un recorrido de 853,2 kilómetros. 
La prueba perteneció al UCI WorldTour 2016, calendario ciclístico de máximo nivel mundial, siendo la novena carrera de dicho circuito.
El ganador final fue Alberto Contador tras hacerse con la última etapa contrarreloj. Le acompañaron en el podio los colombianos Sergio Henao (quien se hizo con la clasificación de los puntos) y Nairo Quintana, respectivamente.
En las otras clasificaciones secundarias se impusieron Diego Rosa (montaña), Nicolas Edet (metas volantes) y Sky (equipos).

## Recorrido
Al igual que ocurrió en la edición del 2013, tuvo mucho protagonismo la misma zona de Guipúzcoa, pasando prácticamente por los mismos lugares en la 1.ª y 5.ª etapa —y lógimanete en la contrarreloj final que siempre pasa por el mismo lugar que su etapa precedente—. Además, por el puerto de San Miguel y por las localidades de Echevarría y Elgoibar se pasó también al comienzo de la 2.ª etapa.
Los últimos 60 km de la 1.ª etapa fueron los mismos que los de la 5.ª etapa de la Vuelta al País Vasco 2014. Aunque en esta ocasión la dureza global fue mayor al tener 3 puertos puntuables más en la zona inicial e intermedia de la etapa.
Como gran novedad se incluyeron vertientes diferentes a Arrate (Ixua o Usartza). Así en la 5.ª etapa el primer paso hasta Ixua previo a la subida final se hizo desde Matsaria con los 2 km centrales al 14,7 % de desnivel medio. En la contrarreloj final también se subió Ixua por otra nueva vertiente pero no completamente ya que se descendió por la vertiente tradicional hasta Éibar para totalizar 16,5 km de circuito -menos km de lo habitual en la contrarreloj final-; esa se hizo por el polígono de Azitain con los 4 km finales al 10,8 % de desnivel medio.

## Equipos participantes
Tomaron parte en la carrera 20 equipos: todos los UCI ProTeam (al ser obligada su participación), más 2 de categoría Profesional Continental invitados por la organización (Caja Rural-Seguros RGA y Cofidis, Solutions Crédits). Formando así un pelotón de 158 ciclistas, con 8 corredores cada equipo exceptuando el equipo Movistar que formó con 6 debido a enfermedad de los hermanos Ion Izagirre y Gorka Izagirre, de los que acabaron 97. Los equipos participantes fueron:
| WorldTeams (18)- AG2R La Mondiale - Astana - BMC Racing Team - Cannondale - Dimension Data - Etixx-Quick Step - FDJ - Giant-Alpecin - IAM Cycling - Katusha - Lampre-Merida - Lotto NL-Jumbo - Lotto-Soudal - Movistar Team - Orica-GreenEDGE - Sky - Tinkoff - Trek-Segafredo Equipos continentales profesionales (2)- Caja Rural-Seguros RGA - Cofidis, Solutions Crédits |
| |

Como curiosidad, respecto a la edición anterior, la única novedad en cuanto a los equipos fue la inclusión del Dimension Data al ascender este a categoría UCI ProTeam.

## Etapas
| Etapa     | Fecha    | Recorrido                    | type                    | Distancia (km) | Ganador           | Líder             |
| --------- | -------- | ---------------------------- | ----------------------- | -------------- | ----------------- | ----------------- |
| 1.ª etapa | 4 de abr | Echevarría – Marquina-Jeméin | etapa de media montaña  | 144            | Luis León Sánchez | Luis León Sánchez |
| 2.ª etapa | 5 de abr | Marquina-Jeméin – Amurrio    | etapa de media montaña  | 174,3          | Mikel Landa       | Mikel Landa       |
| 3.ª etapa | 6 de abr | Vitoria – Lesaca             | etapa de media montaña  | 193,5          | Stephen Cummings  | Mikel Landa       |
| 4.ª etapa | 7 de abr | Lesaca – Orio                | etapa de media montaña  | 165            | Samuel Sánchez    | Wilco Kelderman   |
| 5.ª etapa | 8 de abr | Orio – Arrate                | etapa de montaña        | 159            | Diego Rosa        | Sergio Luis Henao |
| 6.ª etapa | 9 de abr | Éibar – Éibar                | contrarreloj individual | 16,5           | Alberto Contador  | Alberto Contador  |

## Desarrollo de la carrera

### Etapa 1
| Echevarría - Marquina-Jeméin | etapa de media montaña | (144 km) |

| \| Clasificación de la etapa \| Clasificación de la etapa \| Clasificación de la etapa \| Clasificación de la etapa \| Clasificación de la etapa \| \| Ciclista \| Ciclista \| Equipo \| Tiempo \| \| \| ------------------------- \| ------------------------- \| -------------------------- \| ------------------------- \| ------------------------- \| \| 1.º \| Luis León Sánchez \| Astana \| 3 h 54 min 21 s \| \| \| 2.º \| Dani Navarro \| Cofidis, Solutions Crédits \| + 0 s \| \| \| 3.º \| Simon Gerrans \| Orica-GreenEDGE \| + 0 s \| \| \| 4.º \| Fabio Felline \| Trek-Segafredo \| + 0 s \| \| \| 5.º \| Simon Clarke \| Cannondale \| + 0 s \| \| \| 6.º \| Jan Bakelants \| AG2R La Mondiale \| + 0 s \| \| \| 7.º \| Daniel Martin \| Etixx-Quick Step \| + 0 s \| \| \| 8.º \| Warren Barguil \| Giant-Alpecin \| + 0 s \| \| \| 9.º \| Tony Gallopin \| Lotto-Soudal \| + 0 s \| \| \| 10.º \| Serguéi Chernetski \| Katusha \| + 0 s \| \| |                    |                            |                 |
| |                    |                            |                 |
| Fuente: ProCyclingStats |                    |                            |                 |
| Clasificación de la etapa |                    |                            |                 |
| Ciclista | Ciclista           | Equipo                     | Tiempo          |
| 1.º | Luis León Sánchez  | Astana                     | 3 h 54 min 21 s |
| 2.º | Dani Navarro       | Cofidis, Solutions Crédits | + 0 s           |
| 3.º | Simon Gerrans      | Orica-GreenEDGE            | + 0 s           |
| 4.º | Fabio Felline      | Trek-Segafredo             | + 0 s           |
| 5.º | Simon Clarke       | Cannondale                 | + 0 s           |
| 6.º | Jan Bakelants      | AG2R La Mondiale           | + 0 s           |
| 7.º | Daniel Martin      | Etixx-Quick Step           | + 0 s           |
| 8.º | Warren Barguil     | Giant-Alpecin              | + 0 s           |
| 9.º | Tony Gallopin      | Lotto-Soudal               | + 0 s           |
| 10.º | Serguéi Chernetski | Katusha                    | + 0 s           |

| \| Clasificación general \| Clasificación general \| Clasificación general \| Clasificación general \| Clasificación general \| \| Ciclista \| Ciclista \| Equipo \| Tiempo \| \| \| --------------------- \| --------------------- \| -------------------------- \| --------------------- \| --------------------- \| \| 1.º \| Luis León Sánchez \| Astana \| 3 h 54 min 21 s \| \| \| 2.º \| Dani Navarro \| Cofidis, Solutions Crédits \| + 0 s \| \| \| 3.º \| Simon Gerrans \| Orica-GreenEDGE \| + 0 s \| \| \| 4.º \| Fabio Felline \| Trek-Segafredo \| + 0 s \| \| \| 5.º \| Simon Clarke \| Cannondale \| + 0 s \| \| \| 6.º \| Jan Bakelants \| AG2R La Mondiale \| + 0 s \| \| \| 7.º \| Daniel Martin \| Etixx-Quick Step \| + 0 s \| \| \| 8.º \| Warren Barguil \| Giant-Alpecin \| + 0 s \| \| \| 9.º \| Tony Gallopin \| Lotto-Soudal \| + 0 s \| \| \| 10.º \| Serguéi Chernetski \| Katusha \| + 0 s \| \| |                    |                            |                 |
| |                    |                            |                 |
| Fuente: ProCyclingStats |                    |                            |                 |
| Clasificación general |                    |                            |                 |
| Ciclista | Ciclista           | Equipo                     | Tiempo          |
| 1.º | Luis León Sánchez  | Astana                     | 3 h 54 min 21 s |
| 2.º | Dani Navarro       | Cofidis, Solutions Crédits | + 0 s           |
| 3.º | Simon Gerrans      | Orica-GreenEDGE            | + 0 s           |
| 4.º | Fabio Felline      | Trek-Segafredo             | + 0 s           |
| 5.º | Simon Clarke       | Cannondale                 | + 0 s           |
| 6.º | Jan Bakelants      | AG2R La Mondiale           | + 0 s           |
| 7.º | Daniel Martin      | Etixx-Quick Step           | + 0 s           |
| 8.º | Warren Barguil     | Giant-Alpecin              | + 0 s           |
| 9.º | Tony Gallopin      | Lotto-Soudal               | + 0 s           |
| 10.º | Serguéi Chernetski | Katusha                    | + 0 s           |

### Etapa 2
| Marquina-Jeméin - Amurrio | etapa de media montaña | (174,3 km) |

| \| Clasificación de la etapa \| Clasificación de la etapa \| Clasificación de la etapa \| Clasificación de la etapa \| Clasificación de la etapa \| \| Ciclista \| Ciclista \| Equipo \| Tiempo \| \| \| ------------------------- \| ------------------------- \| ------------------------- \| ------------------------- \| ------------------------- \| \| 1.º \| Mikel Landa \| Team Sky \| 4 h 43 min 17 s \| \| \| 2.º \| Wilco Kelderman \| LottoNL-Jumbo \| + 1 s \| \| \| 3.º \| Sergio Luis Henao \| Team Sky \| + 5 s \| \| \| 4.º \| Samuel Sánchez \| BMC Racing Team \| + 9 s \| \| \| 5.º \| Alberto Contador \| Tinkoff \| + 11 s \| \| \| 6.º \| Thibaut Pinot \| FDJ \| + 13 s \| \| \| 7.º \| Rui Alberto Costa \| Lampre-Merida \| + 15 s \| \| \| 8.º \| Nairo Quintana \| Movistar Team \| + 15 s \| \| \| 9.º \| Robert Gesink \| LottoNL-Jumbo \| + 15 s \| \| \| 10.º \| Sébastien Reichenbach \| FDJ \| + 15 s \| \| |                       |                 |                 |
| |                       |                 |                 |
| Fuente: ProCyclingStats |                       |                 |                 |
| Clasificación de la etapa |                       |                 |                 |
| Ciclista | Ciclista              | Equipo          | Tiempo          |
| 1.º | Mikel Landa           | Team Sky        | 4 h 43 min 17 s |
| 2.º | Wilco Kelderman       | LottoNL-Jumbo   | + 1 s           |
| 3.º | Sergio Luis Henao     | Team Sky        | + 5 s           |
| 4.º | Samuel Sánchez        | BMC Racing Team | + 9 s           |
| 5.º | Alberto Contador      | Tinkoff         | + 11 s          |
| 6.º | Thibaut Pinot         | FDJ             | + 13 s          |
| 7.º | Rui Alberto Costa     | Lampre-Merida   | + 15 s          |
| 8.º | Nairo Quintana        | Movistar Team   | + 15 s          |
| 9.º | Robert Gesink         | LottoNL-Jumbo   | + 15 s          |
| 10.º | Sébastien Reichenbach | FDJ             | + 15 s          |

| \| Clasificación general \| Clasificación general \| Clasificación general \| Clasificación general \| Clasificación general \| \| Ciclista \| Ciclista \| Equipo \| Tiempo \| \| \| --------------------- \| --------------------- \| --------------------- \| --------------------- \| --------------------- \| \| 1.º \| Mikel Landa \| Team Sky \| 8 h 37 min 38 s \| \| \| 2.º \| Wilco Kelderman \| LottoNL-Jumbo \| + 1 s \| \| \| 3.º \| Sergio Luis Henao \| Team Sky \| + 5 s \| \| \| 4.º \| Samuel Sánchez \| BMC Racing Team \| + 9 s \| \| \| 5.º \| Alberto Contador \| Tinkoff \| + 11 s \| \| \| 6.º \| Thibaut Pinot \| FDJ \| + 13 s \| \| \| 7.º \| Rui Alberto Costa \| Lampre-Merida \| + 15 s \| \| \| 8.º \| Nairo Quintana \| Movistar Team \| + 15 s \| \| \| 9.º \| Robert Gesink \| LottoNL-Jumbo \| + 15 s \| \| \| 10.º \| Sébastien Reichenbach \| FDJ \| + 15 s \| \| |                       |                 |                 |
| |                       |                 |                 |
| Fuente: ProCyclingStats |                       |                 |                 |
| Clasificación general |                       |                 |                 |
| Ciclista | Ciclista              | Equipo          | Tiempo          |
| 1.º | Mikel Landa           | Team Sky        | 8 h 37 min 38 s |
| 2.º | Wilco Kelderman       | LottoNL-Jumbo   | + 1 s           |
| 3.º | Sergio Luis Henao     | Team Sky        | + 5 s           |
| 4.º | Samuel Sánchez        | BMC Racing Team | + 9 s           |
| 5.º | Alberto Contador      | Tinkoff         | + 11 s          |
| 6.º | Thibaut Pinot         | FDJ             | + 13 s          |
| 7.º | Rui Alberto Costa     | Lampre-Merida   | + 15 s          |
| 8.º | Nairo Quintana        | Movistar Team   | + 15 s          |
| 9.º | Robert Gesink         | LottoNL-Jumbo   | + 15 s          |
| 10.º | Sébastien Reichenbach | FDJ             | + 15 s          |

### Etapa 3
| Vitoria - Lesaca | etapa de media montaña | (193,5 km) |

| \| Clasificación de la etapa \| Clasificación de la etapa \| Clasificación de la etapa \| Clasificación de la etapa \| Clasificación de la etapa \| \| Ciclista \| Ciclista \| Equipo \| Tiempo \| \| \| ------------------------- \| ------------------------- \| ------------------------- \| ------------------------- \| ------------------------- \| \| 1.º \| Stephen Cummings \| Dimension Data \| 5 h 01 min 57 s \| \| \| 2.º \| Simon Gerrans \| Orica-GreenEDGE \| + 0 s \| \| \| 3.º \| Fabio Felline \| Trek-Segafredo \| + 0 s \| \| \| 4.º \| Gianluca Brambilla \| Etixx-Quick Step \| + 0 s \| \| \| 5.º \| Giovanni Visconti \| Movistar Team \| + 0 s \| \| \| 6.º \| Simon Clarke \| Cannondale \| + 0 s \| \| \| 7.º \| Tony Gallopin \| Lotto-Soudal \| + 0 s \| \| \| 8.º \| Pello Bilbao \| Caja Rural-Seguros RGA \| + 0 s \| \| \| 9.º \| Serguéi Chernetski \| Katusha \| + 0 s \| \| \| 10.º \| Sergio Luis Henao \| Team Sky \| + 0 s \| \| |                    |                        |                 |
| |                    |                        |                 |
| Fuente: ProCyclingStats |                    |                        |                 |
| Clasificación de la etapa |                    |                        |                 |
| Ciclista | Ciclista           | Equipo                 | Tiempo          |
| 1.º | Stephen Cummings   | Dimension Data         | 5 h 01 min 57 s |
| 2.º | Simon Gerrans      | Orica-GreenEDGE        | + 0 s           |
| 3.º | Fabio Felline      | Trek-Segafredo         | + 0 s           |
| 4.º | Gianluca Brambilla | Etixx-Quick Step       | + 0 s           |
| 5.º | Giovanni Visconti  | Movistar Team          | + 0 s           |
| 6.º | Simon Clarke       | Cannondale             | + 0 s           |
| 7.º | Tony Gallopin      | Lotto-Soudal           | + 0 s           |
| 8.º | Pello Bilbao       | Caja Rural-Seguros RGA | + 0 s           |
| 9.º | Serguéi Chernetski | Katusha                | + 0 s           |
| 10.º | Sergio Luis Henao  | Team Sky               | + 0 s           |

| \| Clasificación general \| Clasificación general \| Clasificación general \| Clasificación general \| Clasificación general \| \| Ciclista \| Ciclista \| Equipo \| Tiempo \| \| \| --------------------- \| --------------------- \| --------------------- \| --------------------- \| --------------------- \| \| 1.º \| Mikel Landa \| Team Sky \| 13 h 39 min 35 s \| \| \| 2.º \| Wilco Kelderman \| LottoNL-Jumbo \| + 1 s \| \| \| 3.º \| Sergio Luis Henao \| Team Sky \| + 5 s \| \| \| 4.º \| Samuel Sánchez \| BMC Racing Team \| + 9 s \| \| \| 5.º \| Alberto Contador \| Tinkoff \| + 11 s \| \| \| 6.º \| Thibaut Pinot \| FDJ \| + 13 s \| \| \| 7.º \| Rui Alberto Costa \| Lampre-Merida \| + 15 s \| \| \| 8.º \| Nairo Quintana \| Movistar Team \| + 15 s \| \| \| 9.º \| Robert Gesink \| LottoNL-Jumbo \| + 15 s \| \| \| 10.º \| Sébastien Reichenbach \| FDJ \| + 15 s \| \| |                       |                 |                  |
| |                       |                 |                  |
| Fuente: ProCyclingStats |                       |                 |                  |
| Clasificación general |                       |                 |                  |
| Ciclista | Ciclista              | Equipo          | Tiempo           |
| 1.º | Mikel Landa           | Team Sky        | 13 h 39 min 35 s |
| 2.º | Wilco Kelderman       | LottoNL-Jumbo   | + 1 s            |
| 3.º | Sergio Luis Henao     | Team Sky        | + 5 s            |
| 4.º | Samuel Sánchez        | BMC Racing Team | + 9 s            |
| 5.º | Alberto Contador      | Tinkoff         | + 11 s           |
| 6.º | Thibaut Pinot         | FDJ             | + 13 s           |
| 7.º | Rui Alberto Costa     | Lampre-Merida   | + 15 s           |
| 8.º | Nairo Quintana        | Movistar Team   | + 15 s           |
| 9.º | Robert Gesink         | LottoNL-Jumbo   | + 15 s           |
| 10.º | Sébastien Reichenbach | FDJ             | + 15 s           |

### Etapa 4
| Lesaca - Orio | etapa de media montaña | (165 km) |

| \| Clasificación de la etapa \| Clasificación de la etapa \| Clasificación de la etapa \| Clasificación de la etapa \| Clasificación de la etapa \| \| Ciclista \| Ciclista \| Equipo \| Tiempo \| \| \| ------------------------- \| ------------------------- \| ------------------------- \| ------------------------- \| ------------------------- \| \| 1.º \| Samuel Sánchez \| BMC Racing Team \| 4 h 13 min 12 s \| \| \| 2.º \| Rui Alberto Costa \| Lampre-Merida \| + 0 s \| \| \| 3.º \| Warren Barguil \| Giant-Alpecin \| + 0 s \| \| \| 4.º \| Alexis Vuillermoz \| AG2R La Mondiale \| + 0 s \| \| \| 5.º \| Sergio Luis Henao \| Team Sky \| + 0 s \| \| \| 6.º \| Nairo Quintana \| Movistar Team \| + 0 s \| \| \| 7.º \| Alberto Contador \| Tinkoff \| + 0 s \| \| \| 8.º \| Wilco Kelderman \| LottoNL-Jumbo \| + 0 s \| \| \| 9.º \| Lawson Craddock \| Cannondale \| + 0 s \| \| \| 10.º \| Joaquim Rodríguez \| Katusha \| + 0 s \| \| |                   |                  |                 |
| |                   |                  |                 |
| Fuente: ProCyclingStats |                   |                  |                 |
| Clasificación de la etapa |                   |                  |                 |
| Ciclista | Ciclista          | Equipo           | Tiempo          |
| 1.º | Samuel Sánchez    | BMC Racing Team  | 4 h 13 min 12 s |
| 2.º | Rui Alberto Costa | Lampre-Merida    | + 0 s           |
| 3.º | Warren Barguil    | Giant-Alpecin    | + 0 s           |
| 4.º | Alexis Vuillermoz | AG2R La Mondiale | + 0 s           |
| 5.º | Sergio Luis Henao | Team Sky         | + 0 s           |
| 6.º | Nairo Quintana    | Movistar Team    | + 0 s           |
| 7.º | Alberto Contador  | Tinkoff          | + 0 s           |
| 8.º | Wilco Kelderman   | LottoNL-Jumbo    | + 0 s           |
| 9.º | Lawson Craddock   | Cannondale       | + 0 s           |
| 10.º | Joaquim Rodríguez | Katusha          | + 0 s           |

| \| Clasificación general \| Clasificación general \| Clasificación general \| Clasificación general \| Clasificación general \| \| Ciclista \| Ciclista \| Equipo \| Tiempo \| \| \| --------------------- \| --------------------- \| --------------------- \| --------------------- \| --------------------- \| \| 1.º \| Wilco Kelderman \| LottoNL-Jumbo \| 17 h 52 min 48 s \| \| \| 2.º \| Sergio Luis Henao \| Team Sky \| + 4 s \| \| \| 3.º \| Mikel Landa \| Team Sky \| + 7 s \| \| \| 4.º \| Samuel Sánchez \| BMC Racing Team \| + 8 s \| \| \| 5.º \| Alberto Contador \| Tinkoff \| + 10 s \| \| \| 6.º \| Thibaut Pinot \| FDJ \| + 12 s \| \| \| 7.º \| Rui Alberto Costa \| Lampre-Merida \| + 14 s \| \| \| 8.º \| Nairo Quintana \| Movistar Team \| + 14 s \| \| \| 9.º \| Robert Gesink \| LottoNL-Jumbo \| + 14 s \| \| \| 10.º \| Sébastien Reichenbach \| FDJ \| + 14 s \| \| |                       |                 |                  |
| |                       |                 |                  |
| Fuente: ProCyclingStats |                       |                 |                  |
| Clasificación general |                       |                 |                  |
| Ciclista | Ciclista              | Equipo          | Tiempo           |
| 1.º | Wilco Kelderman       | LottoNL-Jumbo   | 17 h 52 min 48 s |
| 2.º | Sergio Luis Henao     | Team Sky        | + 4 s            |
| 3.º | Mikel Landa           | Team Sky        | + 7 s            |
| 4.º | Samuel Sánchez        | BMC Racing Team | + 8 s            |
| 5.º | Alberto Contador      | Tinkoff         | + 10 s           |
| 6.º | Thibaut Pinot         | FDJ             | + 12 s           |
| 7.º | Rui Alberto Costa     | Lampre-Merida   | + 14 s           |
| 8.º | Nairo Quintana        | Movistar Team   | + 14 s           |
| 9.º | Robert Gesink         | LottoNL-Jumbo   | + 14 s           |
| 10.º | Sébastien Reichenbach | FDJ             | + 14 s           |

### Etapa 5
| Orio - Arrate | etapa de montaña | (159 km) |

| \| Clasificación de la etapa \| Clasificación de la etapa \| Clasificación de la etapa \| Clasificación de la etapa \| Clasificación de la etapa \| \| Ciclista \| Ciclista \| Equipo \| Tiempo \| \| \| ------------------------- \| ------------------------- \| ------------------------- \| ------------------------- \| ------------------------- \| \| 1.º \| Diego Rosa \| Astana \| 4 h 19 min 19 s \| \| \| 2.º \| Sergio Luis Henao \| Team Sky \| + 3 min 13 s \| \| \| 3.º \| Alberto Contador \| Tinkoff \| + 3 min 13 s \| \| \| 4.º \| Joaquim Rodríguez \| Katusha \| + 3 min 15 s \| \| \| 5.º \| Thibaut Pinot \| FDJ \| + 3 min 15 s \| \| \| 6.º \| Samuel Sánchez \| BMC Racing Team \| + 3 min 40 s \| \| \| 7.º \| Nairo Quintana \| Movistar Team \| + 3 min 41 s \| \| \| 8.º \| Lawson Craddock \| Cannondale \| + 3 min 56 s \| \| \| 9.º \| Rui Alberto Costa \| Lampre-Merida \| + 4 min 12 s \| \| \| 10.º \| Serge Pauwels \| Dimension Data \| + 4 min 12 s \| \| |                   |                 |                 |
| |                   |                 |                 |
| Fuente: ProCyclingStats |                   |                 |                 |
| Clasificación de la etapa |                   |                 |                 |
| Ciclista | Ciclista          | Equipo          | Tiempo          |
| 1.º | Diego Rosa        | Astana          | 4 h 19 min 19 s |
| 2.º | Sergio Luis Henao | Team Sky        | + 3 min 13 s    |
| 3.º | Alberto Contador  | Tinkoff         | + 3 min 13 s    |
| 4.º | Joaquim Rodríguez | Katusha         | + 3 min 15 s    |
| 5.º | Thibaut Pinot     | FDJ             | + 3 min 15 s    |
| 6.º | Samuel Sánchez    | BMC Racing Team | + 3 min 40 s    |
| 7.º | Nairo Quintana    | Movistar Team   | + 3 min 41 s    |
| 8.º | Lawson Craddock   | Cannondale      | + 3 min 56 s    |
| 9.º | Rui Alberto Costa | Lampre-Merida   | + 4 min 12 s    |
| 10.º | Serge Pauwels     | Dimension Data  | + 4 min 12 s    |

| \| Clasificación general \| Clasificación general \| Clasificación general \| Clasificación general \| Clasificación general \| \| Ciclista \| Ciclista \| Equipo \| Tiempo \| \| \| --------------------- \| --------------------- \| --------------------- \| --------------------- \| --------------------- \| \| 1.º \| Sergio Luis Henao \| Team Sky \| 22 h 15 min 24 s \| \| \| 2.º \| Alberto Contador \| Tinkoff \| + 6 s \| \| \| 3.º \| Thibaut Pinot \| FDJ \| + 10 s \| \| \| 4.º \| Joaquim Rodríguez \| Katusha \| + 12 s \| \| \| 5.º \| Samuel Sánchez \| BMC Racing Team \| + 31 s \| \| \| 6.º \| Nairo Quintana \| Movistar Team \| + 38 s \| \| \| 7.º \| Lawson Craddock \| Cannondale \| + 1 min 00 s \| \| \| 8.º \| Wilco Kelderman \| LottoNL-Jumbo \| + 1 min 07 s \| \| \| 9.º \| Rui Alberto Costa \| Lampre-Merida \| + 1 min 09 s \| \| \| 10.º \| Sébastien Reichenbach \| FDJ \| + 1 min 11 s \| \| |                       |                 |                  |
| |                       |                 |                  |
| Fuente: ProCyclingStats |                       |                 |                  |
| Clasificación general |                       |                 |                  |
| Ciclista | Ciclista              | Equipo          | Tiempo           |
| 1.º | Sergio Luis Henao     | Team Sky        | 22 h 15 min 24 s |
| 2.º | Alberto Contador      | Tinkoff         | + 6 s            |
| 3.º | Thibaut Pinot         | FDJ             | + 10 s           |
| 4.º | Joaquim Rodríguez     | Katusha         | + 12 s           |
| 5.º | Samuel Sánchez        | BMC Racing Team | + 31 s           |
| 6.º | Nairo Quintana        | Movistar Team   | + 38 s           |
| 7.º | Lawson Craddock       | Cannondale      | + 1 min 00 s     |
| 8.º | Wilco Kelderman       | LottoNL-Jumbo   | + 1 min 07 s     |
| 9.º | Rui Alberto Costa     | Lampre-Merida   | + 1 min 09 s     |
| 10.º | Sébastien Reichenbach | FDJ             | + 1 min 11 s     |

### Etapa 6
| Éibar - Éibar | contrarreloj individual | (16,5 km) |

| \| Clasificación de la etapa \| Clasificación de la etapa \| Clasificación de la etapa \| Clasificación de la etapa \| Clasificación de la etapa \| \| Ciclista \| Ciclista \| Equipo \| Tiempo \| \| \| ------------------------- \| ------------------------- \| ------------------------- \| ------------------------- \| ------------------------- \| \| 1.º \| Alberto Contador \| Tinkoff \| 29 min 13 s \| \| \| 2.º \| Nairo Quintana \| Movistar Team \| + 5 s \| \| \| 3.º \| Sergio Luis Henao \| Team Sky \| + 18 s \| \| \| 4.º \| Adam Yates \| Orica-GreenEDGE \| + 53 s \| \| \| 5.º \| Samuel Sánchez \| BMC Racing Team \| + 1 min 04 s \| \| \| 6.º \| Thibaut Pinot \| FDJ \| + 1 min 09 s \| \| \| 7.º \| Rui Alberto Costa \| Lampre-Merida \| + 1 min 16 s \| \| \| 8.º \| Joaquim Rodríguez \| Katusha \| + 1 min 16 s \| \| \| 9.º \| Miguel Ángel López \| Astana \| + 1 min 21 s \| \| \| 10.º \| Pello Bilbao \| Caja Rural-Seguros RGA \| + 1 min 26 s \| \| |                    |                        |              |
| |                    |                        |              |
| Fuente: ProCyclingStats |                    |                        |              |
| Clasificación de la etapa |                    |                        |              |
| Ciclista | Ciclista           | Equipo                 | Tiempo       |
| 1.º | Alberto Contador   | Tinkoff                | 29 min 13 s  |
| 2.º | Nairo Quintana     | Movistar Team          | + 5 s        |
| 3.º | Sergio Luis Henao  | Team Sky               | + 18 s       |
| 4.º | Adam Yates         | Orica-GreenEDGE        | + 53 s       |
| 5.º | Samuel Sánchez     | BMC Racing Team        | + 1 min 04 s |
| 6.º | Thibaut Pinot      | FDJ                    | + 1 min 09 s |
| 7.º | Rui Alberto Costa  | Lampre-Merida          | + 1 min 16 s |
| 8.º | Joaquim Rodríguez  | Katusha                | + 1 min 16 s |
| 9.º | Miguel Ángel López | Astana                 | + 1 min 21 s |
| 10.º | Pello Bilbao       | Caja Rural-Seguros RGA | + 1 min 26 s |

## Clasificaciones finales
- Las clasificaciones finalizaron de la siguiente forma:

### Clasificación general
| \| Clasificación general \| Clasificación general \| Clasificación general \| Clasificación general \| Clasificación general \| \| Ciclista \| Ciclista \| Equipo \| Tiempo \| \| \| --------------------- \| --------------------- \| ---------------------- \| --------------------- \| --------------------- \| \| 1.º \| Alberto Contador \| Tinkoff \| 22 h 44 min 43 s \| \| \| 2.º \| Sergio Luis Henao \| Team Sky \| + 12 s \| \| \| 3.º \| Nairo Quintana \| Movistar Team \| + 37 s \| \| \| 4.º \| Thibaut Pinot \| FDJ \| + 1 min 13 s \| \| \| 5.º \| Joaquim Rodríguez \| Katusha \| + 1 min 22 s \| \| \| 6.º \| Samuel Sánchez \| BMC Racing Team \| + 1 min 29 s \| \| \| 7.º \| Rui Alberto Costa \| Lampre-Merida \| + 2 min 19 s \| \| \| 8.º \| Simon Špilak \| Katusha \| + 2 min 47 s \| \| \| 9.º \| Lawson Craddock \| Cannondale \| + 2 min 52 s \| \| \| 10.º \| Wilco Kelderman \| LottoNL-Jumbo \| + 3 min 14 s \| \| \| 11.º \| Louis Vervaeke \| Lotto-Soudal \| + 3 min 15 s \| \| \| 12.º \| Mikel Landa \| Team Sky \| + 3 min 19 s \| \| \| 13.º \| Sébastien Reichenbach \| FDJ \| + 3 min 22 s \| \| \| 14.º \| Pierre Latour \| AG2R La Mondiale \| + 3 min 30 s \| \| \| 15.º \| Alexis Vuillermoz \| AG2R La Mondiale \| + 3 min 43 s \| \| \| 16.º \| Giovanni Visconti \| Movistar Team \| + 4 min 04 s \| \| \| 17.º \| Pello Bilbao \| Caja Rural-Seguros RGA \| + 4 min 33 s \| \| \| 18.º \| Bauke Mollema \| Trek-Segafredo \| + 4 min 39 s \| \| \| 19.º \| Serge Pauwels \| Dimension Data \| + 5 min 57 s \| \| \| 20.º \| Miguel Ángel López \| Astana \| + 7 min 03 s \| \| |                       |                        |                  |
| |                       |                        |                  |
| Fuentes: ProCyclingStats Cycling Quotient Cycling Archives |                       |                        |                  |
| Clasificación general |                       |                        |                  |
| Ciclista | Ciclista              | Equipo                 | Tiempo           |
| 1.º | Alberto Contador      | Tinkoff                | 22 h 44 min 43 s |
| 2.º | Sergio Luis Henao     | Team Sky               | + 12 s           |
| 3.º | Nairo Quintana        | Movistar Team          | + 37 s           |
| 4.º | Thibaut Pinot         | FDJ                    | + 1 min 13 s     |
| 5.º | Joaquim Rodríguez     | Katusha                | + 1 min 22 s     |
| 6.º | Samuel Sánchez        | BMC Racing Team        | + 1 min 29 s     |
| 7.º | Rui Alberto Costa     | Lampre-Merida          | + 2 min 19 s     |
| 8.º | Simon Špilak          | Katusha                | + 2 min 47 s     |
| 9.º | Lawson Craddock       | Cannondale             | + 2 min 52 s     |
| 10.º | Wilco Kelderman       | LottoNL-Jumbo          | + 3 min 14 s     |
| 11.º | Louis Vervaeke        | Lotto-Soudal           | + 3 min 15 s     |
| 12.º | Mikel Landa           | Team Sky               | + 3 min 19 s     |
| 13.º | Sébastien Reichenbach | FDJ                    | + 3 min 22 s     |
| 14.º | Pierre Latour         | AG2R La Mondiale       | + 3 min 30 s     |
| 15.º | Alexis Vuillermoz     | AG2R La Mondiale       | + 3 min 43 s     |
| 16.º | Giovanni Visconti     | Movistar Team          | + 4 min 04 s     |
| 17.º | Pello Bilbao          | Caja Rural-Seguros RGA | + 4 min 33 s     |
| 18.º | Bauke Mollema         | Trek-Segafredo         | + 4 min 39 s     |
| 19.º | Serge Pauwels         | Dimension Data         | + 5 min 57 s     |
| 20.º | Miguel Ángel López    | Astana                 | + 7 min 03 s     |

### Clasificación de la regularidad
| Clasificación por puntos | Clasificación por puntos | Clasificación por puntos | Clasificación por puntos | Clasificación por puntos |
| Ciclista                 | Ciclista                 | Equipo                   | Puntos                   |                          |
| ------------------------ | ------------------------ | ------------------------ | ------------------------ | ------------------------ |
| 1.º                      | Sergio Luis Henao        | Team Sky                 | 70 pts                   |                          |
| 2.º                      | Alberto Contador         | Tinkoff                  | 62 pts                   |                          |
| 3.º                      | Samuel Sánchez           | BMC Racing Team          | 61 pts                   |                          |
| 4.º                      | Rui Alberto Costa        | Lampre-Merida            | 51 pts                   |                          |
| 5.º                      | Nairo Quintana           | Movistar Team            | 47 pts                   |                          |
| 6.º                      | Thibaut Pinot            | FDJ                      | 37 pts                   |                          |
| 7.º                      | Joaquim Rodríguez        | Katusha                  | 33 pts                   |                          |
| 8.º                      | Wilco Kelderman          | LottoNL-Jumbo            | 30 pts                   |                          |
| 9.º                      | Fabio Felline            | Trek-Segafredo           | 30 pts                   |                          |
| 10.º                     | Mikel Landa              | Team Sky                 | 26 pts                   |                          |

### Clasificación de la montaña
| Clasificación de la montaña | Clasificación de la montaña | Clasificación de la montaña | Clasificación de la montaña | Clasificación de la montaña |
| Ciclista                    | Ciclista                    | Equipo                      | Puntos                      |                             |
| --------------------------- | --------------------------- | --------------------------- | --------------------------- | --------------------------- |
| 1.º                         | Diego Rosa                  | Astana                      | 55 pts                      |                             |
| 2.º                         | Stefan Denifl               | IAM Cycling                 | 53 pts                      |                             |
| 3.º                         | Nicolas Edet                | Cofidis, Solutions Crédits  | 28 pts                      |                             |
| 4.º                         | Carlos Verona               | Etixx-Quick Step            | 27 pts                      |                             |
| 5.º                         | Luis Ángel Maté             | Cofidis, Solutions Crédits  | 22 pts                      |                             |
| 6.º                         | Jonathan Lastra             | Caja Rural-Seguros RGA      | 21 pts                      |                             |
| 7.º                         | Alberto Contador            | Tinkoff                     | 15 pts                      |                             |
| 8.º                         | Sander Armée                | Lotto-Soudal                | 15 pts                      |                             |
| 9.º                         | Dario Cataldo               | Astana                      | 14 pts                      |                             |
| 10.º                        | Sergio Luis Henao           | Team Sky                    | 13 pts                      |                             |

### Clasificación de las metas volantes
| Clasificación de las metas volantes | Clasificación de las metas volantes | Clasificación de las metas volantes | Clasificación de las metas volantes | Clasificación de las metas volantes |
| Ciclista                            | Ciclista                            | Equipo                              | Puntos                              |                                     |
| ----------------------------------- | ----------------------------------- | ----------------------------------- | ----------------------------------- | ----------------------------------- |
| 1.º                                 | Nicolas Edet                        | Cofidis, Solutions Crédits          | 11 pts                              |                                     |
| 2.º                                 | Diego Rosa                          | Astana                              | 9 pts                               |                                     |
| 3.º                                 | Stefan Denifl                       | IAM Cycling                         | 9 pts                               |                                     |
| 4.º                                 | Luis Ángel Maté                     | Cofidis, Solutions Crédits          | 7 pts                               |                                     |
| 5.º                                 | Dario Cataldo                       | Astana                              | 6 pts                               |                                     |

### Clasificación por equipos
| Clasificación por equipos | Clasificación por equipos  | Clasificación por equipos | Clasificación por equipos |
| Equipo                    | Equipo                     | Tiempo                    |                           |
| ------------------------- | -------------------------- | ------------------------- | ------------------------- |
| 1.º                       | Sky                        | 68 h 26 min 46 s          |                           |
| 2.º                       | Astana                     | + 6 min 10 s              |                           |
| 3.º                       | Katusha                    | + 6 min 35 s              |                           |
| 4.º                       | AG2R La Mondiale           | + 12 min 32 s             |                           |
| 5.º                       | Cofidis, Solutions Crédits | + 13 min 09 s             |                           |

## Evolución de las clasificaciones
| Etapa (Vencedor)                   | Clasificación general | Clasificación de la montaña | Clasificación de la regularidad | Clasificación de las metas volantes | Clasificación por equipos |
| ---------------------------------- | --------------------- | --------------------------- | ------------------------------- | ----------------------------------- | ------------------------- |
| 1.ª etapa (Luis León Sánchez)      | Luis León Sánchez     | Jonathan Lastra             | Luis León Sánchez               | Nicolas Edet                        | Ag2r La Mondiale          |
| 2.ª etapa (Mikel Landa)            | Mikel Landa           | Nicolas Edet                | Mikel Landa                     | Nicolas Edet                        | Sky                       |
| 3.ª etapa (Stephen Cummings)       | Mikel Landa           | Stefan Denifl               | Simon Gerrans                   | Stefan Denifl                       | Sky                       |
| 4.ª etapa (Samuel Sánchez)         | Wilco Kelderman       | Stefan Denifl               | Samuel Sánchez                  | Stefan Denifl                       | Katusha                   |
| 5.ª etapa (Diego Rosa)             | Sergio Luis Henao     | Diego Rosa                  | Sergio Luis Henao               | Nicolas Edet                        | Sky                       |
| 6.ª etapa (CRI) (Alberto Contador) | Alberto Contador      | Diego Rosa                  | Sergio Luis Henao               | Nicolas Edet                        | Sky                       |
| Final                              | Alberto Contador      | Diego Rosa                  | Sergio Luis Henao               | Nicolas Edet                        | Sky                       |

## UCI World Tour
La Vuelta al País Vasco otorga puntos para el UCI WorldTour 2016, para corredores de equipos en las categorías UCI ProTeam, Profesional Continental y Equipos Continentales. Las siguientes tablas son el baremo de puntuación y los corredores que obtuvieron puntos:
| Posición              | 1.º | 2.º | 3.º | 4.º | 5.º | 6.º | 7.º | 8.º | 9.º | 10.º |
| Clasificación general | 100 | 80  | 70  | 60  | 50  | 40  | 30  | 20  | 10  | 4    |
| Por etapa             | 6   | 4   | 2   | 1   | 1   |     |     |     |     |      |

Además, también otorgó puntos para el UCI World Ranking (clasificación global de todas las carreras internacionales).
| Posición              | 1.º | 2.º | 3.º | 4.º | 5.º | 6.º | 7.º | 8.º | 9.º | 10.º |
| Clasificación general | 400 | 320 | 260 | 220 | 180 | 140 | 120 | 100 | 80  | 68   |
| Por etapa             | 50  | 20  | 8   |     |     |     |     |     |     |      |
| Líder                 | 8   |     |     |     |     |     |     |     |     |      |